# Улица Подводника Кузьмина
Улица Подво́дника Кузьмина́ — улица в Кировском районе Санкт-Петербурга. Проходит от улицы Зины Портновой и проспекта Ветеранов до проспекта Народного Ополчения.

## История
Изначально это было продолжение Шеферского переулка или Шеферской улицы (современного Соломахинского проезда). В 1930-е годы в районе перекрёстка, от которого начинается ныне улица, был сооружён городок для рабочих Кировского завода, самые южные здания которого стояли в начале современной улицы. Во время Великой Отечественной войны он был разрушен.
После окончания войны в этой местности развернулось жилое строительство, в частности, при участии того же Кировского завода. Тогда эта территория, находившаяся на восточной окраине посёлка Дачное, ещё не входила в городскую черту Ленинграда. Тогда продолжение Шеферской улицы выделилось в 1-ю Шеферскую улицу. В 1950 году несколько проездов в посёлке Дачное были переименованы, и 1-я Шеферская улица стала называться Оборонной: в годы войны недалеко от неё проходила линия обороны города.
В январе 1963 года посёлок Дачное был включён в городскую черту. Так как в Ленинграде, неподалёку от Нарвских ворот, уже была Оборонная улица, то через год, в январе 1964 года, большая часть трассы одной из двух Оборонных улиц Кировского района, проходившей в Дачном, была переименована в улицу Подводника Кузьмина. Это название она получила в честь Павла Семёновича Кузьмина, героя обороны Ленинграда, командира подводной лодки «Щ-408». В мае 1943 года экипаж его подводной лодки погиб вместе со своим кораблём в неравном бою против группы финских катеров, подбив два из них.

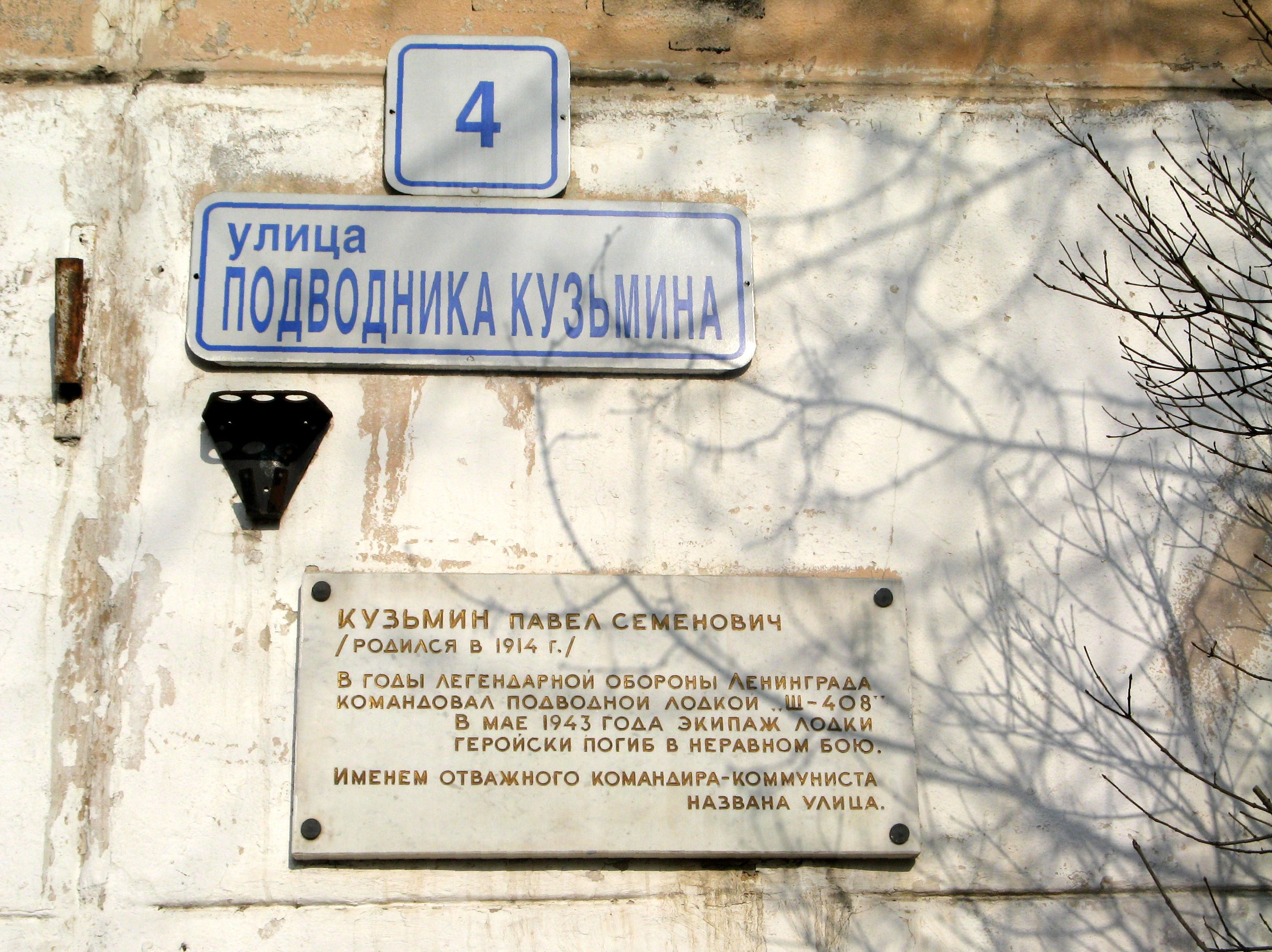
Аннотационная доска на доме 4

## Объекты
- д. 15 — детский сад № 26
- д. 44 — магазин «РеалЪ»
- д. 44В — пекарня «День Хлеба»
- д. 40 — детский сад № 17
- д. 46 — храм церкви Иисуса Христа Святых последних дней
- д. 52 — школа № 539

## Транспорт
1. Метрополитен: станции «Ленинский проспект», «Проспект Ветеранов»
2. Автобус № 18, 52, 68, 68А, 114, 142, 160, 195, 242, 265, 297, 345, 639А

## Пересечения
Улица имеет пересечения со следующими улицами, проспектами и бульварами:
- улица Зины Портновой (примыкание)
- проспект Ветеранов (примыкание)
- бульвар Новаторов
- проспект Народного Ополчения (примыкание)